# Christine and the Queens
Christine and the Queens, rozený jako Héloïse Letissier a známý jako Chris nebo Redcar, (* 1. června 1988, Nantes) je francouzský zpěvák a tanečník. Mezi jeho nejznámější singly patří „Tilted“ (2014) a „Girlfriend“ (2018).

## Život
Narodil se v Nantes, kde jeho otec vyučoval angličtinu a genderová studia na univerzitě. Jeho matka Martine byla rovněž učitelkou, zemřela roku 2019 na náhlou srdeční infekci. Má staršího bratra Florentina (narozen 1986), který je profesorem ekonomie a sociálních věd a pařížským politikem (byl zvolen místostarostou 14. pařížského obvodu).
Chris začal už ve čtyřech letech docházet na lekce klavíru, v pěti letech na klasické tance. Studoval literaturu na Lycée Fénelon Paris. Následně studoval na École normale supérieure de Lyon, kde se chtěl naučit divadelní režii. Pak přišel sled nešťastných životních událostí. Na škole byl odmítán z režie bez řádného vysvětlení a směřován na herectví s ohledem na své pohlaví. Následoval komplikovaný rozchod s tehdejší partnerkou. Vše skončilo pokusem o sebevraždu.
Na základě všech zklamání se vydal v roce 2010 na třítýdenní cestu do Londýna. Zavítal i do klubu ve čtvrti Soho s názvem Madame Jojo’s. Tam si ho zkroušeného všimla skupinka tří drag queen, které ho oslovily. Strávily s ním večer, povzbudily a inspirovaly v jeho tvorbě. Po návratu do Paříže se naučil pracovat s programem GarageBand a začal poprvé zpívat vlastní skladby. Začal používat umělecké jméno Christine and the Queens - Christine, které používá jako univerzální oslovení, když si nemůže vzpomenout na jména lidí, a Queens jako odkaz na svou návštěvu Londýna.
Otevřeně se hlásí k pansexualitě na základě vlastních milostných zkušeností. V rozhovoru pro HelloGiggles se vyjádřil k feminismu těmito slovy: „Feminismus pomáhá i mužům. Když není jen jedna cesta, jak být ženou, tak nemáme ani pouze jeden způsob, jak být mužem. Každý vyhrává!“

## Kariéra
V roce 2011 vydal první EP Miséricorde se singlem „iT“ a v roce 2012 další EP Mac Abbey a EP Nuit 17 à 52 v roce 2013.
První album nazvané Chaleur Humaine vydal v roce 2014. To se umístilo na druhé příčce francouzské hitparády a bodovalo též v hitparádách v dalších zemích. O dva roky později vydal i jeho anglickou verzi, která vyšla i v USA - kompilaci části původních písní z alba s přeloženými texty a nových písní. Ta se stala nejprodávanějším debutem v Británii v roce 2016 i díky jeho vystoupení na festivalu Glastonbury ve stejném roce.
V roce 2015 vydal pětiskladbové EP St. Claude. Zároveň obdržel cenu Victoires de la Musique francouzského ministerstva kultury za nejlepšího ženského umělce roku. Jeho hudba se dočkala obliby u interpretů jako Madonna, Lorde nebo Mark Ronson. Předskakoval umělcům jako Marina and the Diamonds a Likke Li.
Druhá deska s názvem Chris následovala v roce 2018, ze které vyšel úspěšný singl „Girlfriend“. V roce 2020 vydal šestiskladbové EP La vita nuova spolu s krátkým doprovodným filmem natáčeným v pařížském operním domě Palais Garnier.
V roce 2022 vyšlo pod již novou mužskou identitou album Redcar les adorables étoiles, které napsal během pouhých dvou týdnů v roce 2021 v Paříži.  Během pandemie covidu v roce 2021 vydal spolu s Charli XCX a Caroline Polachek singl „New Shapes“ a několik měsíců produkoval v Los Angeles další anglické album s producentem Mikem Deanem pod názvem Paranoïa, Angels, True Love, které má následovat v roce 2023.

## Inspirace

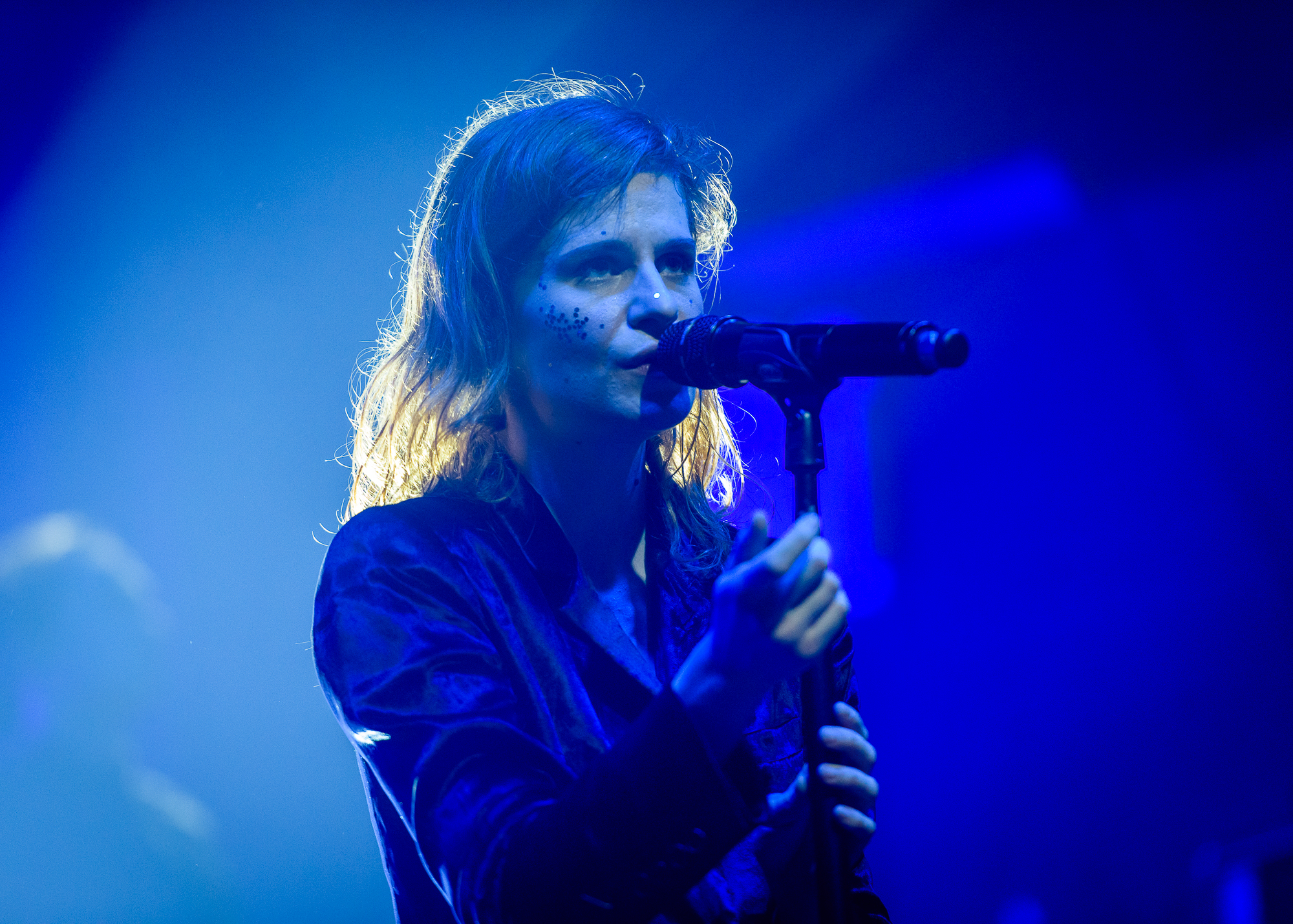
Živé vystoupení v New Yorku, 2015.

Rád experimentuje se svým vzhledem, kostýmy, dramatizací, tancem a uměleckým vyjádřením obecně na základě proměn své hudby, kterou se nesnaží zasadit do specifického žánru.
Mezi díla, která ho výrazněji ovlivnila osobně i umělecky patří kniha Gender Trouble od americké filozofky a feministky Judith Butler a kultovní dokumentární film Paris is Burning z roku 1990. V tanci ho inspirují choreografky Pina Bausch a Marion Motin nebo zpěvák Michael Jackson. Mezi další hudebníky, kteří ho ovlivnili, patří Björk, David Bowie, Laurie Anderson a Lou Reed.

## Diskografie
EP
- Miséricorde (2011)
- Mac Abbey (2012)
- Nuit 17 à 52 (2013)
- St. Claude (2015)
- La vita nuova (2020)

Alba
- Chaleur Humaine (2014, EN verze 2016)
- Chris (2018)
- Redcar les adorables étoiles (2022)